# Platan javorolistý na Kampě
Platan javorolistý na Kampě je památný strom v Praze na Malé Straně. Mohutný solitérní platan stojí na severním okraji parku Kampa, při vstupu od Lichtenštejnského paláce.

## Historie
Park na ostrově Kampa vznikl v letech 1947 až 1948 spojením bývalých honosných šlechtických zahrad. V severní části se rozkládala Velíkovská zahrada, která patřila k sousednímu paláci. Ten v roce 1741 připadl Barboře Kolowratové-Krakovské. Ta v roce 1813 nechala zahradu osadit řadou plastik a vysázet exotické květiny a dřeviny, mezi nimi tento platan.
8. října 1998 byl strom pro svůj vzrůst, vysoký věk a jakožto dendrologicky cenný taxon vyhlášen jako památný.

## Parametry stromu
- Obvod kmene: 504 cm[1]
- Výška stromu: 35 m[1]
- Odhadované stáří: 200 let